# Delphos (Kansas)
Delphos és una població dels Estats Units a l'estat de Kansas. Segons el cens del 2000 tenia 469 habitants.

## Demografia
Segons el cens del 2000, Delphos tenia 469 habitants, 200 habitatges, i 137 famílies. La densitat de població era de 296,9 habitants per km².
Dels 200 habitatges en un 26% hi vivien nens de menys de 18 anys, en un 59% hi vivien parelles casades, en un 6% dones solteres, i en un 31,5% no eren unitats familiars. En el 27% dels habitatges hi vivien persones soles el 16% de les quals corresponia a persones de 65 anys o més que vivien soles. El nombre mitjà de persones vivint en cada habitatge era de 2,35 i el nombre mitjà de persones que vivien en cada família era de 2,85.
Per edats la població es repartia de la següent manera: un 23,2% tenia menys de 18 anys, un 7,9% entre 18 i 24, un 22,8% entre 25 i 44, un 23% de 45 a 60 i un 23% 65 anys o més.
L'edat mediana era de 42 anys. Per cada 100 dones de 18 o més anys hi havia 92,5 homes.
La renda mediana per habitatge era de 31.563 $ i la renda mediana per família de 39.038 $. Els homes tenien una renda mediana de 27.292 $ mentre que les dones 18.438 $. La renda per capita de la població era de 14.801 $. Entorn del 8,8% de les famílies i el 9,6% de la població estaven per davall del llindar de pobresa.

## Poblacions més properes
El següent diagrama mostra les poblacions més properes.